# Centella macrocarpa
Centella macrocarpa är en flockblommig växtart som först beskrevs av Achille Richard, och fick sitt nu gällande namn av Robert Stephen Adamson. Centella macrocarpa ingår i släktet centellor, och familjen flockblommiga växter. Inga underarter finns listade i Catalogue of Life.